# Кольчин (Люблінське воєводство)
Кольчин (пол. Kolczyn) — село в Польщі, у гміні Юзефув-над-Віслою Опольського повіту Люблінського воєводства.
Населення — 231 особа (2011).

## Демографія
Демографічна структура станом на 31 березня 2011 року:
|          | Загалом | Допрацездатний вік | Працездатний вік | Постпрацездатний вік |
| -------- | ------- | ------------------ | ---------------- | -------------------- |
| Чоловіки | 115     | 22                 | 82               | 11                   |
| Жінки    | 116     | 22                 | 55               | 39                   |
| Разом    | 231     | 44                 | 137              | 50                   |